# Flughafen Bokeo

i8
i11
i13
Der Flughafen Bokeo (laotisch : ສະໜາມບິນສາກົນບໍ່ແກ້ວ, IATA-Code: BOR, ICAO-Code: VLBK) ist ein internationaler Flughafen im Landkreis Ton Phueng in der Provinz Bokeo im Norden von Laos und wurde am 5. Februar 2024 nach einer Bauzeit von nur 3 Jahren eröffnet. Der Flughafen wurde für die Sonderwirtschaftszone Goldenes Dreieck errichtet.
Mit einer Fläche von 314 Hektar und 5478 Quadratmetern ist der Flughafen der drittgrößte Flughafen in Laos nach dem Flughafen Vientiane sowie dem Flughafen Luang Prabang. Er verfügt über eine 2700 Meter lange Start- und Landebahn, die auf bis zu 3000 Meter verlängert werden kann, sowie über ein Terminal.

## Inlandsverbindungen
- Lao Skyway fliegt einmal täglich von und nach Vientiane.[4]
- Lanexang Airways International fliegt einmal täglich von und nach Vientiane.[5][6]

(Stand: April 2025)